# Klinča Sela
Klinča Sela je općina u Hrvatskoj, u Zagrebačkoj županiji.

## Zemljopis
Općina Klinča Sela nalazi se dvadesetak kilometara jugozapadno od Zagreba.
Smještena je na staroj karlovačkoj cesti tj. županijskoj cesti koja spaja Zagreb i Karlovac. Općina je smještena u Prigorju i proteže se od Okićkog gorja na svojoj sjevernoj strani do Pokuplja na svojoj južnoj strani. Sa zapadne strane nalazi se susjedna općina i grad Jastrebarsko koji je 10 km udaljen od centra općine Klinča Sela. Na svojoj sjevernoj i istočnoj strani graniči s općinom Samobor.

## Stanovništvo
Pri popisu stanovništva iz 2021. godine općina Klinča Sela imala je 5044 stanovnika raspoređenih u 14 naselja:
- Beter – 163
- Donja Purgarija – 124
- Donja Zdenčina – 934
- Goli Vrh – 270
- Gonjeva – 42
- Gornja Purgarija – 69
- Gornja Zdenčina – 138
- Klinča Sela – 1809
- Kozlikovo – 130
- Kupinec – 796
- Novo Selo Okićko – 112
- Poljanica Okićka – 5
- Repišće – 351
- Tržić – 101

| broj stanovnika | 2208  | 2491  | 2660  | 3344  | 3577  | 3800  | 3958  | 4394  | 4661  | 4753  | 4685  | 4592  | 4533  | 4537  | 4927  | 5231  | 5044  |
|                 | 1857. | 1869. | 1880. | 1890. | 1900. | 1910. | 1921. | 1931. | 1948. | 1953. | 1961. | 1971. | 1981. | 1991. | 2001. | 2011. | 2021. |

| broj stanovnika | 187   | 207   | 216   | 310   | 377   | 425   | 477   | 599   | 804   | 730   | 793   | 766   | 922   | 1057  | 1422  | 1726  | 1809  |
|                 | 1857. | 1869. | 1880. | 1890. | 1900. | 1910. | 1921. | 1931. | 1948. | 1953. | 1961. | 1971. | 1981. | 1991. | 2001. | 2011. | 2021. |

Domaće stanovništvo koje je prevladavalo sve do 90-tih godina 20. stoljeća početkom Domovinskog rata i osamostaljenjem Republike Hrvatske u mjestu Klinča Sela izmiješano je s doseljenicima (dijelom prognanicima) iz raznih krajeva Hrvatske i Bosne i Hercegovine, dok su Zdenčina i Kupinec kao i okićka mjesta zadržala prijeratnu strukturu.[nedostaje izvor]

## Uprava
Općina Klinča Sela na čelu s načelnikom općine i ostalim djelatnicima brine i o okolnim naseljima kao što su Zdenčina, Kupinec, Goli Vrh, Tržić, Novo Selo Okićko i druga.

## Povijest
Stari grad Okić povijesno je sjedište Zrinskih i Frankopana.

## Gospodarstvo
Većina stanovništva zaposlena je i radi u Zagrebu. Na lokalnoj razini uglavnom su prisutni manji poduzetnici i državne institucije.

## Poznate osobe
- Vladko Maček, političar, istaknuti vođa Hrvatske seljačke stranke iz prve polovice 20. stoljeća rođen je u naselju Kupinec koje se nalazi na području općine Klinča Sela.

## Spomenici i znamenitosti
Rodna kuća Vladka Mačeka u Kupincu.
Ruševine starog grada Okića s kojeg puca prekrasan pogled na Zagreb, Karlovac, Samobor, Jastrebarsko, Žumberak, Pokuplje, Turopolje, pa sve do Banovine i Korduna.

## Obrazovanje
U Klinča Selima postoji osnovna škola. Prva škola datira još iz davne 1880. godine, a 1966. godine je sagrađena montažna škola sa dvoranom. 2016. godine u Klinča Selima se gradi nova škola po najmodernijim standardima. 2022. godine je pored škole sagrađena i velika dvorana sa tribinama. OŠ Klinča sela ima dvije područne škole: Kupinec i Repišće.[nedostaje izvor]

## Kultura
U općini Klinča Sela djeluju KUD Klinča Sela, pjevačko društvo "Dr. Antun Radić" iz Okića,KUD "Seljačka sloga" iz Kupinca, Udruga za očuvanje prirode i kulturno-povijesne baštine Zdenčina 1562, Klinčaselske mažoretkinje i Udruga modnih dizajnera Zagrebačke županije.
Klinčaselske mažoretkinje osnovane su početkom 2004. godine, broje preko 70 članica iz cijele općine Klinča Sela, razvrstane u 4 dobne kategorije: kadetkinje (8-10 god.), juniorke (11-13 god.) i seniorke (14-25 god.). Ostvarile su zapažene rezultate na državnim prvenstvuma, kao i zapažene javne nastupe. Pojavile su se u medijima više puta, uključujući lokalne novine i televiziju, pa čak i na naslovnici talijanskih novina "Il Vicenza". Održavaju prijateljske odnose s više klubova, a posebno s Klubom mažoretkinja Sesvećanke i Ninskim mažoretkinjama. Sudjelovale na Festivalu jednakih mogućnosti na Trgu bana Josipa Jelačića, a u planu su mnogi novi nastupi.
Udruga modnih dizajnera Zagrebačke županije je neprofitna strukovna organizacija osnovana 5. svibnja 2005. godine i čine je modni dizajneri, modni ilustratori, dizajneri modnih dodataka, modni fotografi i grafičari, stilisti, umjetnici, studenti i apsolventi Tekstilno tehnološkog fakulteta u Zagrebu, Grafičkog fakulteta u Zagrebu i Akademije likovnih umjetnosti u Zagrebu. Sjedište Udruge je registrirano u mjestu Tržić u općini Klinča Sela.  
Udrugu čine obrazovani ljudi koji se bave tekstilnom industrijom, modom i umjetnošću. 
Povezuju na jednom mjestu sve grane modne kulture u svrhu razmjene informacija, kvalitete razvoja dizajna, stvaranja vizualnog identiteta, proizvoda, proizvodnje i plasmana proizvoda. Udruga osigurava i organizira projekte u kojima svakom članu daje priliku da doprinese realizaciji istoga, da se prezentira i razvija. Kroz Udrugu svaki pojedinac izgrađuje se kao kreativna osobnost koja svojim stvaralaštvom doprinosi kvaliteti ponude na tržištu. Udruga okuplja modne dizajnere s područja cijele Hrvatske, a djeluje na području Republike Hrvatske i šire.
Udruga je poznata po mnogim projektima, a posebno je istaknuta manifestacija Sel'OMODe koja se tradicionalno organizira svake godine.
Od 2005. – 2007. godine organizirana je manifestacija Mini Klinča Fashion Show u Društvenom domu KS. Tematski razrađene revije, izložbe, performansi, prezentacije i zabavni program za mještene su u predbožićno vrijeme pripremili članovi Udruge. Bogat program ispunjen modnim revijama etabliranih hrvatskih dizajnera i izložbe modnih ilustracija upotpunili su gosti manifestacije: Plesni klub Samobor, svjetski interpretator Elvisa Presleyja, Steve Morgans i drugi. Cjelokupno događanje je doprinosilo promociji općine na nacionalnoj razini jer sve aktivnosti su popratili mediji kao što su HRT, Večernji list, Slobodna Dalmacija, Vjesnik, Radio Jaska, Jaskanske novine itd.

## Šport
Od sportskih društava ističe se nogometni klub NK Mladost Klinča Sela, NK Dinamo Okić Kozlikovo, NK Zdenčina Donja Zdenčina, MNK Goli Vrh, MNK Gornja Zdenčina, NK Kupinec.

## Župa
Zagrebački nadbiskup Alojzije Stepinac utemeljuje 1945. župu u Klinča Selima, koja je oživotvorena tek 5. kolovoza 1961. dekretom njegova nasljednika Franje Šepera s imenom »Župa sv. Josipa Radnika, Klinča Sela – Pavučnjak«. Danas župa nosi naziv »Klinča Sela – Zdenčina« te pripada Svetonedjeljskom dekanatu i općini Jastrebarsko. Okićki župnik Josip Frkin kupuje u Klinča Selima zemljište s popratnim zgradama i slavi prvu misu 12. lipnja 1960. Nakon godina protivština komunističkih vlasti, župnik Antun Banić ishoduje 26. srpnja 1967. dozvolu za izgradnju crkve sv. Josipa radnika i župnoga stana. Crkva je izgrađena do 1972. zahvaljujući radu i darovima župljana te pomoći iz fonda pape Ivane XXIII. Zagrebački nadbiskup Franjo Kuharić posvećuje crkvu 7. listopada 1979.

## Vanjske poveznice
- Stranica općine Klinča Sela
- Službene stranice Udruge modnih dizajnera Zagrebačke županije  Arhivirana inačica izvorne stranice od 22. svibnja 2018. (Wayback Machine)
- [neaktivna poveznica]